# رونان (وو)
شهر رونان  در بخش لوزان در ایالت وو در کشور سوئیس واقع شده‌است که ۱۷٬۵۰۰ نفر جمعیت دارد.